# Liste der Monuments historiques in Saint-Maurice (Val-de-Marne)
Die Liste der Monuments historiques in Saint-Maurice (Val-de-Marne) führt die Monuments historiques in der französischen Gemeinde Saint-Maurice auf.

## Liste der Bauwerke
| Bezeichnung                      | Beschreibung | Standort                              | Kennzeichnung | Schutzstatus | Datum | Bild           |
| -------------------------------- | ------------ | ------------------------------------- | ------------- | ------------ | ----- | -------------- |
| Hospiz zu Charenton              |              | 57, rue du Maréchal-Leclerc (Lage)    | PA00079904    | Classé       | 1998  | weitere Bilder |
| Geburtshaus von Eugène Delacroix |              | 29–31, rue du Maréchal-Leclerc (Lage) | PA00079905    | Inscrit      | 1973  | weitere Bilder |
| Moulin de la Chaussée (Mühle)    |              | 28, rue du Maréchal-Leclerc (Lage)    | PA00079906    | Inscrit      | 1982  | weitere Bilder |

## Liste der Objekte
- Monuments historiques (Objekte) in Saint-Maurice (Val-de-Marne) in der Base Palissy des französischen Kultusministeriums